# فرانك كريغ
فرانك كريغ (بالإنجليزية: Frank Craig)‏ مواليد 1 أبريل 1868 في أوهايو، الولايات المتحدة - الوفاة 1 يناير 1943، كان ملاكم محترف أمريكي صنّف ضمن فئة الوزن المتوسط.

## إحصائيات
خاض خلال مسيرته 114 نزالا، فاز في 68 وتعادل في 9 وخسر في 36. فاز بالضربة القاضية في 42 نزالا.